# Putun
Putun is een bestuurslaag in het regentschap Timor Tengah Selatan van de provincie Oost-Nusa Tenggara, Indonesië. Putun telt 1567 inwoners (volkstelling 2010).